# Sugar Apple Fairy Tale
Sugar Apple Fairy Tale (jap. シュガーアップル・フェアリーテイル Shugā appuru fearī teiru) – seria light novel napisana przez Miri Mikawę i zilustrowana przez aki, publikowana od marca 2010 do grudnia 2022 nakładem wydawnictwa Kadokawa Shoten pod imprintem Kadokawa Beans Bunko. Na jej podstawie powstały dwie mangi oraz serial anime wyprodukowany przez studio J.C.Staff, który emitowano od stycznia do września 2023.

## Fabuła
Anne Halford jest młodą cukierniczką, która pragnie pójść w ślady matki i zostać Mistrzynią Srebrnego Cukru. Tytuł ten jest nadawany wyłącznie przez rodzinę królewską, podczas dorocznego festiwalu tworzenia rzeźb z cukru. Przed wyruszeniem do stolicy, by wziąć udział w konkursie, Anne kupuje Challe’a, przystojną, ale pyskatą wróżkę bojową, jako swojego ochroniarza. Dziewczyna pragnie zaprzyjaźnić się ze swoim nowym towarzyszem, ale w świecie tym wróżki są traktowane jako własność po zdobyciu jednego z ich skrzydeł, a Challe nie chce mieć nic wspólnego z ludźmi.

## Bohaterowie
- Anne Halford (jap. アン・ハルフォード An Harufōdo)

Seiyū: Yuka Nukui 
- Challe Fen Challe (jap. シャル・フェン・シャル Sharu Fen Sharu)

Seiyū: Masaaki Mizunaka 
- Mithril Lid Pod (jap. ミスリル・リッド・ポッド Misuriru Riddo Poddo)

Seiyū: Rie Takahashi 
- Hugh Mercury (jap. ヒュー・マーキュリー Hyū Mākyurī)

Seiyū: Tomoaki Maeno 
- Kat (jap. キャット Kyatto) / Alph Hingley (jap. アルフ・ヒングリー Arufu Hingurī)

Seiyū: Takuma Terashima 
- Jonas Anders (jap. ジョナス・アンダー Jonasu Andā)

Seiyū: Reiji Kawashima 
- Keith Powell (jap. キース・パウエル Kīsu Paueru)

Seiyū: Yūto Uemura 
- Elliot Collins (jap. エリオット・コリンズ Eriotto Korinzu)

Seiyū: Kazuyuki Okitsu 
- Bridget Paige (jap. ブリジット・ペイジ Burijitto Peiji)

Seiyū: Ayumi Mano 
- Cathy (jap. キャシー Kyashī)

Seiyū: Aya Yamane 
- Benjamin (jap. ベンジャミン)

Seiyū: Minori Suzuki 
- William Alburn (jap. ウィリアム・アルバーン Uiriamu Arubān)

Seiyū: Kōki Uchiyama 
- Sammy Jones (jap. サミー・ジョーンズ Sammi Jōnzu)

Seiyū: Taishi Murata 
- Orland Langston (jap. オーランド・ラングストン Ōrando Rangusuton)

Seiyū: Nobuhiko Okamoto 
- King (jap. キング Kingu)

Seiyū: Kōji Okino 
- Valentine (jap. ヴァレンタイン Varentain)

Seiyū: Atsushi Tamaru 
- Nadil (jap. ナディール Nadīru)

Seiyū: Shōya Chiba 
- Gladice (jap. グラディス Guradisu)

Seiyū: Sōma Saitō 
- Noah (jap. ノア Noa)

Seiyū: Manaka Iwami 

## Light novel
Seria ukazywała się od 31 marca 2010 do 28 grudnia 2022 nakładem wydawnictwa Kadokawa Shoten pod imprintem Kadokawa Beans Bunko i liczy łącznie 18 tomów.
| Nr | Data wydania (język japoński) | ISBN (język japoński)  |
| -- | ----------------------------- | ---------------------- |
| 1  | 31 marca 2010                 | ISBN 978-4-04-455007-3 |
| 2  | 31 lipca 2010                 | ISBN 978-4-04-455016-5 |
| 3  | 30 listopada 2010             | ISBN 978-4-04-455023-3 |
| 4  | 31 marca 2011                 | ISBN 978-4-04-455044-8 |
| 5  | 30 lipca 2011                 | ISBN 978-4-04-455050-9 |
| 6  | 30 września 2011              | ISBN 978-4-04-455056-1 |
| 7  | 28 grudnia 2011               | ISBN 978-4-04-100091-5 |
| 8  | 31 marca 2012                 | ISBN 978-4-04-100222-3 |
| 9  | 31 lipca 2012                 | ISBN 978-4-04-100402-9 |
| 10 | 29 września 2012              | ISBN 978-4-04-100502-6 |
| 11 | 28 grudnia 2012               | ISBN 978-4-04-100637-5 |
| 12 | 30 marca 2013                 | ISBN 978-4-04-100769-3 |
| 13 | 1 września 2013               | ISBN 978-4-04-100975-8 |
| 14 | 1 stycznia 2014               | ISBN 978-4-04-101159-1 |
| 15 | 1 maja 2014                   | ISBN 978-4-04-101528-5 |
| 16 | 1 września 2014               | ISBN 978-4-04-101527-8 |
| 17 | 1 lutego 2015                 | ISBN 978-4-04-102331-0 |
| 18 | 28 grudnia 2022               | ISBN 978-4-04-113299-9 |

## Manga
Na podstawie light novel powstała manga zilustrowana przez Alto Yukimurę, która ukazywała się w serwisie „Hana to Yume Online” wydawnictwa Hakusensha od listopada 2012 do października 2014. Została zebrana w dwóch tankōbonach, wydanych 20 sierpnia 2013 i 20 października 2014.
| Nr | Data wydania (język japoński) | ISBN (język japoński)  |
| -- | ----------------------------- | ---------------------- |
| 1  | 20 sierpnia 2013              | ISBN 978-4-59-219771-3 |
| 2  | 20 października 2014          | ISBN 978-4-59-219781-2 |

Druga manga, zilustrowana przez Yozorę no Udon, ukazuje się w magazynie „Young Ace” wydawnictwa Kadokawa Shoten od 4 listopada 2021.
| Nr | Data wydania (język japoński) | ISBN (język japoński)  |
| -- | ----------------------------- | ---------------------- |
| 1  | 3 czerwca 2022                | ISBN 978-4-04-112484-0 |
| 2  | 28 grudnia 2022               | ISBN 978-4-04-113054-4 |
| 3  | 4 sierpnia 2023               | ISBN 978-4-04-113516-7 |

## Anime
Adaptację w formie anime zapowiedziano 1 października 2021. Później poinformowano, że będzie to serial telewizyjny wyprodukowany przez studio J.C.Staff i wyreżyserowany przez Yōheia Suzukiego. Scenariusz napisał Seishi Minakami, postacie zaprojektowała Haruko Iizuka, a muzykę skomponowała Hinako Tsubakiyama. Pierwsza część była emitowana od 6 stycznia do 24 marca 2023 na antenach AT-X, Tokyo MX, BS Asahi, Sun TV i KBS Kyoto. Emisja drugiej części rozpoczęła się 7 lipca i zakończyła 22 września 2023. Prawa do streamingu serii nabył Crunchyroll.

### Ścieżka dźwiękowa
| Nr             | Tytuł                                   | Wykonawcy        | Źródło   |
| Czołówka       | Czołówka                                | Czołówka         | Czołówka |
| -------------- | --------------------------------------- | ---------------- | -------- |
| 1              | „Musical” (jap. ミュージカル Myūjikaru) | Minori Suzuki    | [ 31 ]   |
| 2              | „Surprise” (jap. サプライズ Sapuraizu)  | Rei Nakashima    | [ 32 ]   |
| Napisy końcowe |                                         |                  |          |
| 1              | „Kanaeru” (jap. 叶える)                 | Sumire Morohoshi | [ 33 ]   |
| 2              | „Door”                                  | Nao Tōyama       | [ 32 ]   |